# Perkovce
Perkovce (horvátul: Prkovci) falu Horvátországban, Vukovár-Szerém megyében. Közigazgatásilag Ivánkaszentgyörgyhöz tartozik.

## Fekvése
Vukovártól légvonalban 34, közúton 43 km-re, Vinkovcétől 17 km-re délnyugatra, a Nyugat-Szerémségben, a Zágráb–Vinkovci vasútvonaltól délre a Bigy mentén fekszik.

## Története
A falu a török kiűzése után keletkezett. Lakói Boszniából, Kordunból és Likából érkezett katolikus menekültek, sokácok voltak. A település előbb kamarai birtok volt, majd 1745-től megkezdődött a katonai határőrvidék szervezése. 1753-ban a település a Bródi határőrezred igazgatása alá került. Azon belül az Ivánkaszentgyörgy székhelyű század parancsnoksága alá tartozott. Az itteni határőrök a Habsburg Birodalom minden csataterén harcoltak.
Az első katonai felmérés térképén „Perkovcze” néven található. Lipszky János 1808-ban Budán kiadott repertóriumában „Perkovcze” néven szerepel. Nagy Lajos 1829-ben kiadott művében „Perkovcze” néven 156 házzal, 792 katolikus vallású lakossal találjuk.
1873-ban megszüntették a katonai igazgatást és 1881-ben a polgári Horvátországhoz csatolták. A településnek 1857-ben 569, 1910-ben 623 lakosa volt. Szerém vármegye Vinkovcei járásához tartozott. Az 1910-es népszámlálás adatai szerint lakosságának 99%-a horvát anyanyelvű volt. A település az első világháború után az új szerb-horvát-szlovén állam, majd később (1929-ben) Jugoszlávia része lett. 1991-ben lakosságának 98%-a horvát nemzetiségű volt. 1991-től a független Horvátország része. A településnek 2011-ben 549 lakosa volt.

## Népessége
| Lakosság változása | Lakosság változása | Lakosság változása | Lakosság változása | Lakosság változása | Lakosság változása | Lakosság változása | Lakosság változása | Lakosság változása | Lakosság változása | Lakosság változása | Lakosság változása | Lakosság változása | Lakosság változása | Lakosság változása | Lakosság változása |
| ------------------ | ------------------ | ------------------ | ------------------ | ------------------ | ------------------ | ------------------ | ------------------ | ------------------ | ------------------ | ------------------ | ------------------ | ------------------ | ------------------ | ------------------ | ------------------ |
| 1857               | 1869               | 1880               | 1890               | 1900               | 1910               | 1921               | 1931               | 1948               | 1953               | 1961               | 1971               | 1981               | 1991               | 2001               | 2011               |
| 569                | 626                | 613                | 644                | 662                | 623                | 551                | 588                | 573                | 702                | 711                | 581                | 564                | 579                | 600                | 549                |

## Gazdaság
A településen hagyományosan a mezőgazdaság és az állattartás képezi a megélhetés alapját.

## Nevezetességei
- Szent Márton püspök és a Lourdes-i Szűzanya tiszteletére szentelt római katolikus temploma. A rozsdi plébánia filiája.

- A Rózsafüzér királynője tiszteletére szentelt kápolnája[6] a Bigy folyón átívelő híd közelében és a Prkovci-Retkovci út mentén épült. A kápolnát Josip Čajkovac pénzügyi tanácsadó építtette 1910-ben, triforia formájában, három fülkével. Elemei a neogótikus stílust képviselik. A hármas nyeregtetőt cseréppel fedték, oromzataik tetején kereszt alakú virágok láthatók. A profilozás a tető mentén, a fülkék körül, és az oromzaton csúcsívekkel van kialakítva. Minden díszítőelem terrakottából készült. A legjobban kiemelt középső rész hordozza a legtöbb díszítőelemet, a homlokzati tető szélén a díszsor, az oromzatban háromvirágos rozetta, csúcsíves ív található. A félpilaszterek összetett oszlopfőket hordoznak. A központi fülkében a Lourdes-i Szűzanya imapozícióban álló szobra, nagy rózsafüzérrel. A bal fülkében Assisi Szent Ferenc szobra áll, jobbra pedig Páduai Szent Antal láthjató a kis Krisztussal. A lábazat felett egy kőlap található, amin a felszentelés felirata látható.

- A falu parkjában áll a neves horvát szobrászművész, festőművész és író Vanja Radauš „Anya almával” című szobra, a művész „Anya” ciklusának egyik darabja.[7]

## Kultúra
KUD „Razigrana Šokadija” Prkovci kulturális és művészeti egyesület.

## Oktatás
A településen a rozsdi „Ane Katarine Zrinski” általános iskola területi iskolája működik.

## Sport
NK Slavonac Prkovci labdarúgóklub

## Egyesületek
- DVD Prkovci önkéntes tűzoltó egyesület
- LD „Šljuka” Prkovci vadásztársaság
- „Žeravi” Retkovci-Prkovci lótenyésztők egyesülete